# Jean Ryeul
Jean Ryeul, pseudonyme de Maurice Voirand (né le 2 février 1884 à Senlis et mort le 29 octobre 1961 à Clichy), est un écrivain, dramaturge et poète français.
Il est un des fondateurs (avec Lucien Banville d'Hostel, Robert Desplaces, Roger Dévigne, Monique, Louis Renéteaud, René Bizet, entre autres) de la « revue idéaliste d'action d'art » :  Les Actes des Poètes, dont le premier numéro est sorti en décembre 1909, et qui comprend douze numéros. Certains de ses poèmes y sont reproduits, comme La Barque mystérieuse, Vision sur la Mer bleue (Nice) / Vision sur la Mer grise (Brighton), Le Cœur ancien de la Cité, Doloroso-Luxembourg, Prose pour une semaine tragique, Le Lac d'oubli, Nocturne parisien...
Jean Ryeul fut un acteur du mouvement dadaïste.

## Œuvres
Ouvrages
- De rien, drame inactuel, conte irisé, théâtre, Au sans pareil, 1922.
- Centaures, poèmes, Au sans pareil, Paris, 1924.
- La Légende de Raymond Lulle, le docteur illuminé, poèmes, éd. des Champs-Élysées, 1965 lire en ligne sur Gallica
- Sous le signe de l'ange, poèmes, d'après le manuscrit original de Jean Ryeul, transcription, édition et introduction de Nicolas Choin, Nicolas Choin (éd.), 2008.

Ouvrages de Jean Ryeul d'après une liste tirée d'une édition manuscrite [réf. nécessaire]
- Poèmes 
  - Chanter pour tout dire
  - Bouée perdue
  - La Légende de Raymond Lulle
  - Entre les lauriers rouges
  - Centaures, Au sans pareil, 1924 [5]
  - Évasions
  - Sous le signe de l'ange
  - Au fil de la sonde. Rêves
  - La Clef des songes
  - Pour faire le point
  - Pour sortir de la nuit

- Théâtre
  - De rien, Au sans pareil, 1922 [6]
  - Farce du cuvier
  - Le Gué joli
  - Philébeau
  - Lib Pfitt
  - Isé
  - Véra
  - Le Fourrier du ciel
  - Déluge
  - Cœur-volant

- Drames élisabéthains
  - Odile
  - Le Roi de Murcie
  - Le Retour d'Hélène
  - L'Exil de Rama
  - Du collier à l'oiseau
  - Place vide
  - Le Saut de la mounine
  - Limon d'or
  - Le Grand Paon de nuit

- Romans
  - Lettres angevines
  - Le Dernier Jour

- Divers
  - Ma ruche
  - Essai d'interprétation de l'Apocalypse
  - Jean Ryeul : Sa vie, son œuvre 1884-1940
  - Oscar Wilde, De Profundis, traduction.

Contributions
Jean Ryeul a contribué à de nombreuses revues littéraires et artistiques. Il est un des fondateurs de la revue Les Actes des poètes, avec Roger Dévigne, Lucien Banville d'Hostel, entre autres.

### Sources
- Les Actes des poètes, no 1 à 12, décembre 1909 à octobre 1910
- Littérature française contemporaine, t. 2, p. 155, note 1 de René Lalou, PUF, 1940